# Kleberita
La kleberita és un mineral de la classe dels òxids. Rep el seu nom de Wilhelm "Will" Kleber (1906-1970), mineralogista alemany, cristal·lògraf i petròleg, de la Universitat Humboldt, a Alemanya. El nom del mineral va ser publicat originalment sense l'aprovació de l'IMA, però finalment l'espècie va ser aprovada oficialment l'any 2012.

## Característiques
La kleberita és un òxid de fórmula química FeTi₆O11(OH)₅. És una espècie isostructural amb el pseudorútil i la tivanita, i químicament similar al pseudorútil hidroxil·lat (FeTi₆O134H₂O). Cristal·litza en el sistema monoclínic. Es troba en forma de grans anèdrics a euèdrics arrodonits, d'entre 0,04 a 0,3 mil·límetres. És producte de l'alteració de l'ilmenita.
Segons la classificació de Nickel-Strunz, la kleberita pertany a «04.CB: Òxids amb proporció metall:oxigen = 2:3, 3:5, i similars, amb cations de mida mitja» juntament amb els següents minerals: brizziïta, corindó, ecandrewsita, eskolaïta, geikielita, hematites, ilmenita, karelianita, melanostibita, pirofanita, akimotoïta, auroantimonita, romanita, tistarita, avicennita, bixbyita, armalcolita, pseudobrookita, mongshanita, zincohögbomita-2N2S, zincohögbomita-2N6S, magnesiohögbomita-6N6S, magnesiohögbomita-2N3S, magnesiohögbomita-2N2S, ferrohögbomita-6N12S, pseudorútil, berdesinskiita, oxivanita, olkhonskita, schreyerita, kamiokita, nolanita, rinmanita, iseïta, majindeïta, claudetita, estibioclaudetita, arsenolita, senarmontita, valentinita, bismita, esferobismoïta, sil·lenita, kyzylkumita i tietaiyangita.

## Formació i jaciments
Aquesta espècie mineral té quatre indrets que es consideren les seves colocalitats tipus: la conca del riu Murray, a Austràlia Meridional, l'illa de Borneo, a Indonèsia, i les arenes al·luvials de Roda i Königshain, tots dos a Saxònia, Alemanya. Sol trobar-se associada a altres minerals com el leucoxè, l'ilmenita fèrrica i el pseudorútil.